# Euchaeta wilsoni
Euchaeta wilsoni är en kräftdjursart som beskrevs av Jespersen 1934. Euchaeta wilsoni ingår i släktet Euchaeta och familjen Euchaetidae. Inga underarter finns listade i Catalogue of Life.